# Fuentesaúco de Fuentidueña
Fuentesaúco de Fuentidueña – gmina w Hiszpanii, w prowincji Segowia, w Kastylii i León, o powierzchni 25,85 km². W 2011 roku gmina liczyła 278 mieszkańców.